# Joan Pere Fontanella
Joan Pere Fontanella (Olot, Garrotxa, 22 de juliol del 1575 - Perpinyà, 1649) fou un destacat jurista i polític català, que va arribar a ser nomenat conseller en cap durant la Guerra dels Segadors i a presidir la Junta de Guerra que organitzà la resistència de Barcelona contra el setge del marquès de Los Vélez el gener de 1641.

## Biografia
Era nebot de Benet Fontanella, que fou diputat eclesiàstic (1620-1623). Va estudiar a Barcelona, on es va establir i on adquirí prestigi com a jurisconsult. Va actuar sovint com a assessor jurídic de la Generalitat i del Consell de Cent, i tingué un paper destacat en la crisi de relacions entre Catalunya i la Corona, que acabà amb la secessió de 1640.
El 1634 es distingí en l'oposició contra el nou impost dels quints, i el 1640 fou elegit Conseller en Cap del Consell de Cent de Barcelona i com a tal intervingué al costat de Pau Claris en les converses amb el govern francès que comportaren proclamar la República Catalana el 17 de gener de 1641. Va formar part, el 1641, de la Junta de Guerra que preparà la batalla de Montjuïc per tal de defensar-se de l'exèrcit castellà.
A l'acabament del seu mandat, s'anà retirant progressivament de la vida política i el 1649 abandonà Barcelona per temor al setge i consegüents represàlies a la fi de la Guerra dels Segadors. El Consell de Cent el declarà aleshores traïdor i el va desinsacular, cosa que li ocasionà un gran disgust i potser li va precipitar la mort. Des de 1877, el seu retrat, obra de Benet Mercadé, figura a la Galeria de Catalans Il·lustres de l'Ajuntament barceloní.
Fou el pare de l'escriptor i sacerdot Francesc Fontanella i Garraver.

## Obra escrita
La seva obra fou de síntesi d'aspectes propis del dret comú amb les particularitats inherents al dret català. El 1612 publicà De pactis nuptialibus, sive capitulis matrimonialibus tractatus, llibre que posteriorment es va reeditar a Ginebra, Venècia i Lió i que demostra que gaudia de prestigi internacional, essent considerat, en causes catalanes, autoritat jurídica i font d'interpretació del dret fins a la compilació de 1960. El 1639 publicà un recull de jurisprudència en el llibre Sacri Senatus Cathaloniae Decisiones, que va també reeditar-se a Venècia, Barcelona i Ginebra. Essent el llatí la llengua culta a l'Europa del segle xvii, trobem escrit el seu nom en la forma de Ioannis Petri Fontanellæ.

## Premis i reconeixements
- Un retrat seu forma part de la Galeria de Catalans Il·lustres de l'Ajuntament de Barcelona.[4]
- Un carrer de Barcelona, que marca el límit entre els districtes de Ciutat Vella i l'Eixample, duu el nom de Fontanella en honor seu.
- Sabadell també té un carrer i una plaça a nom seu.[5]
- Escultura seva al passeig de Barcelona d'Olot. Cada 11 de Setembre ERC li fa una ofrena floral.